# Zipollenhagen (Stralsund)

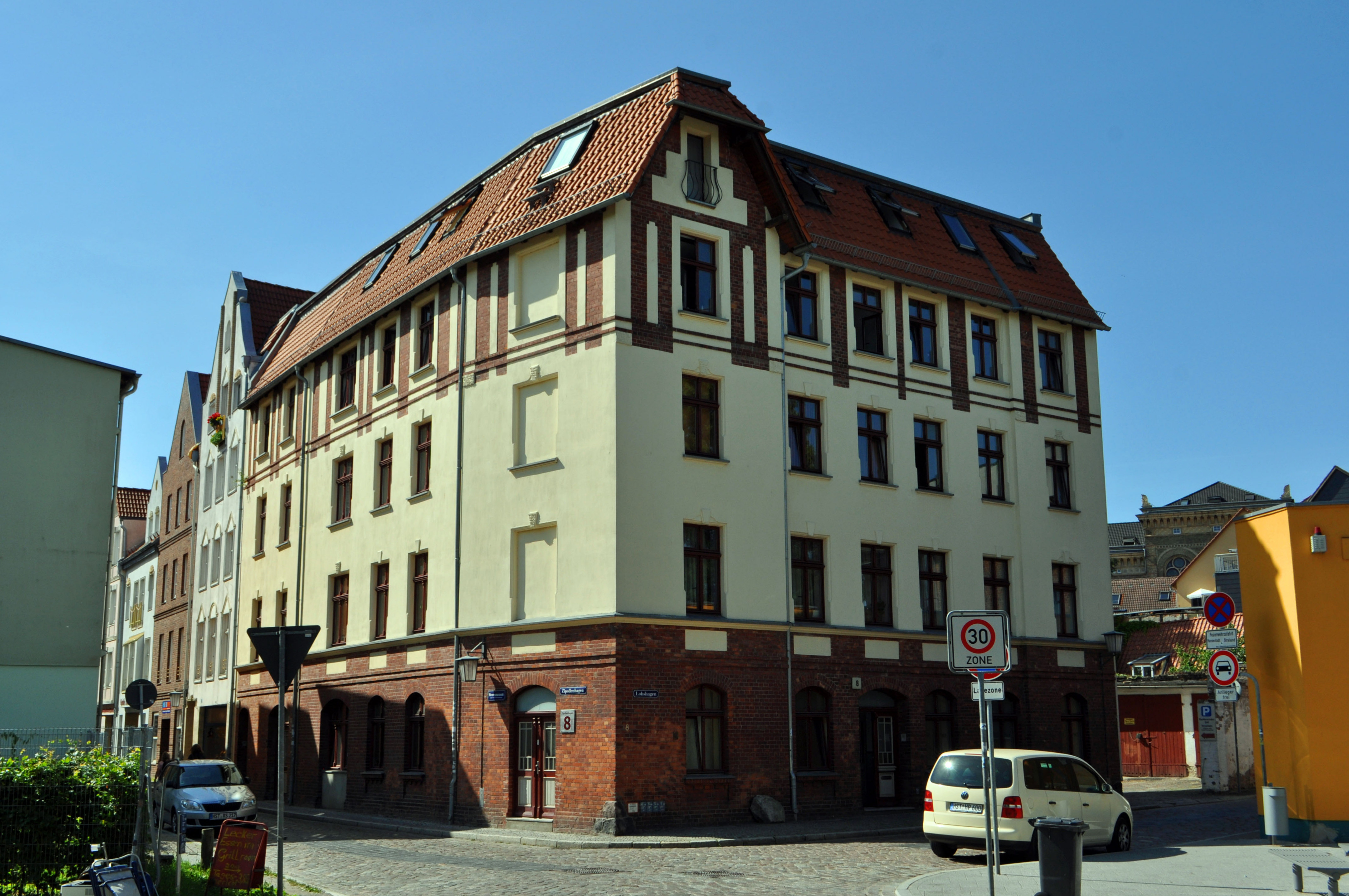
Blick in die Straße Zipollenhagen (2012)

Die Straße Zipollenhagen  im Stadtgebiet Altstadt in Stralsund verbindet die Marienchorstraße mit dem Frankenwall und der Straße Lobshagen. Sie gehört zum Kerngebiet des UNESCO-Welterbes Historische Altstädte Stralsund und Wismar.
Die Straße wurde wahrscheinlich nach der hier ansässigen Familie Zipolle benannt; in den Jahren 1318 und 1341 wird diese Familie in den Urkunden der Stadt mehrfach als Eigentümer von Grundstücken nahe der Marienkirche genannt. Möglich ist allerdings auch, dass hier Zwiebeln gelagert wurden – das Wort Zipolle bedeutet landschaftlich Zwiebel; das Wort Hagen wiederum bedeutet auch Grenze.
Ursprünglich standen in der Straße nur Buden für Arme; die Buden auf der zum Frankenwall hin rechten Seite gehörten der Marienkirche. Im Jahr 1866 wurde die Straße gepflastert, die Stadt bewilligte dafür 300 Taler.
Von den Häusern entlang der Marienstraße steht eins unter Denkmalschutz (siehe auch Liste der Baudenkmale in Stralsund), nämlich das Haus Zipollenhagen 8.